# Banderola (espeleología)

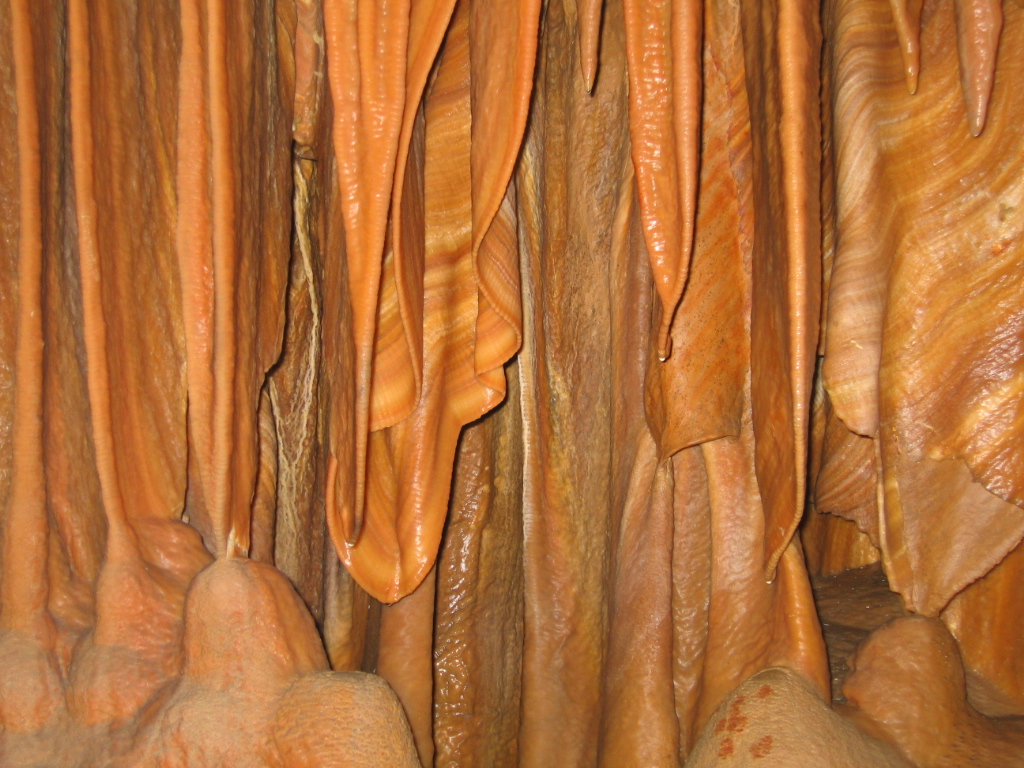
Banderolas en una cueva de Israel.

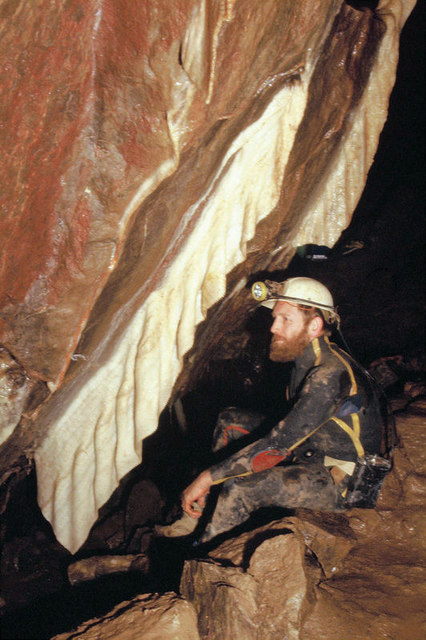
Banderolas de gran vistosidad por ser de un color distinto al resto de la pared de la cueva.

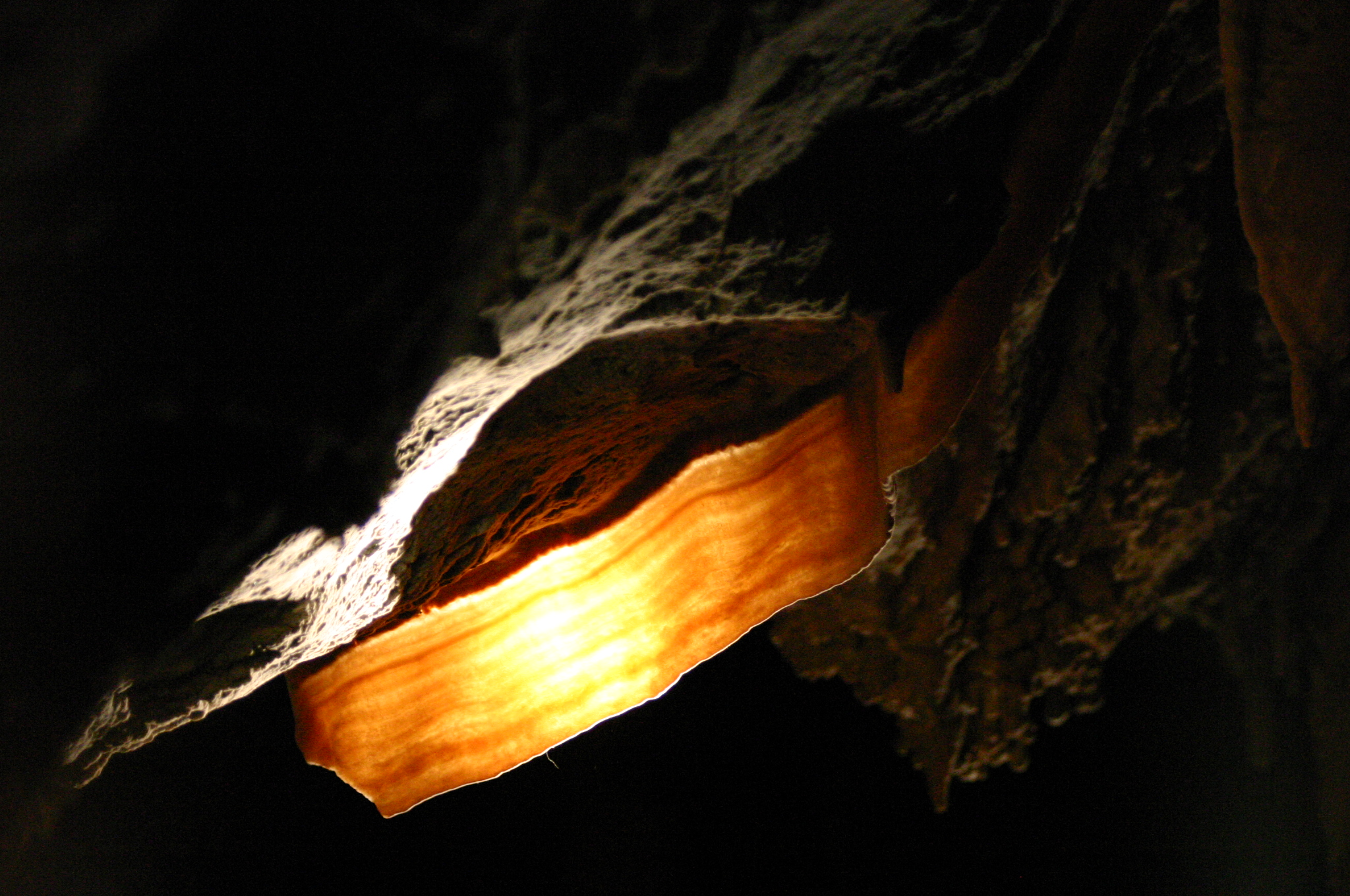
Banderola tipo beicon.

Banderola, bandera, velo, alas de ángel, cortinajes, pañuelos, estalactita tipo bandera, y otros, son términos que hacen mención a un tipo de espeleotema que se forma de manera similar a las estalactitas cónicas o clásicas, pero con la particularidad de que el agua no circula por el interior de las mismas, sino por el exterior, creciendo y engrosando lateralmente. El crecimiento ondulado es debido a las curvas de la roca que se van haciendo mayores según la bandera se aleja de la pared.
Es un espeleotema muy habitual en la cuevas kársticas, siendo una forma secundaria de flujo y goteo.
Cuando se forman bandas de distintos colores, debido a las impurezas, se asemeja al beicon, recibiendo ese apelativo.